# Lista de personagens de Dragon Ball

O elenco principal da série no final do anime Dragon Ball Z e do mangá Dragon Ball.

Esta é uma lista de personagens da série de mangá e anime Dragon Ball, criados por Akira Toriyama. A série tem lugar num universo ficcional, e acompanha as aventuras de Son Goku desde sua infância até adulto enquanto ele treina artes marciais e explora o mundo em busca das sete Esferas do Dragão (Dragon Balls), artefatos usados para invocar um dragão que realiza desejos. Durante o andamento da história, Goku encontra aliados como Bulma, Kuririn e Yamcha, rivais como Tenshinhan, Piccolo e Vegeta, e inimigos como Freeza, Cell e Majin Boo.
Embora muitos dos personagens sejam seres humanos com força sobre-humana e/ou habilidades sobrenaturais, Dragon Ball também inclui animais antropomórficos e formas de vida extraterrestre, bem como vários personagens que são deuses que governam o universo. 
Os personagens de Dragon Ball possuem nomes inspirados em palavras japonesas (ou não) para certos alimentos (Gohan, baseado num prato de arroz cozido; Oolong E Poal, baseados nos chás oolong e puerh), objetos (Trunks, que quer dizer calções de banho), instrumentos musicais (Piccolo, baseado no flautim que no italiano é piccolo) e até referências a longas da Disney (como os personagens Bibidi, Babidi e Boo, notoriamente nessa mesma ordem um trecho da música cantada pela Fada Madrinha em Cinderela).

## Secundários

### Androide 17
O Androide #17 (人造人間17号, Jinzōningen Jū Nana Gō, lit. Humano Artificial #17), chamado de Ciborgue 17 ou abreviadamente C-17 em Portugal, é um androide criado pelo Doutor Gero. Junto com sua irmã, Androide 18, é ativado como última tentativa de Gero para enfrentar os aliados de Goku. No entanto, 17 acaba se rebelando contra Gero e o mata. [cap. 349, 350] Os dois continuam à procura de Goku, mas 17 é absorvido por Cell. [cap. 372] Ele é ressuscitado posteriormente, junto com as demais vítimas de Cell, graças às Esferas do Dragão.
Em Dragon Ball Super, o Androide 17 trabalha como guarda florestal em uma ilha isolada, onde cuida de animais raros. Ele é recrutado pelo time do Universo 7 para o Torneio do Poder, onde garante a vitória para sua equipe. Usando o prêmio do torneio, as Super Esferas do Dragão, ele deseja que todos os universos apagados durante o torneio sejam restaurados.
Akira Toriyama criou os Androides 17 e 18 depois que seu editor, Kazuhiko Torishima, demonstrou insatisfação com os Androides 19 e 20, que inicialmente seriam os principais vilões desse arco. A breve aparição do Androide 17 na saga de Boo foi originalmente planejada para ser da personagem Lunch, que não aparece na segunda metade do mangá.  Em 2014, Toriyama revelou que o nome verdadeiro do 17 era Lapis (ラ ピ ス, Rapisu).
Na versão original em japonês, o Androide 17 é dublado por Shigeru Nakahara. Seus dubladores no Brasil e em Portugal são, respectivamente, Figueira Júnior e Ricardo Spínola.

### Androide 18
A Androide #18 (人造人間18号, Jinzōningen Jū Hachi Gō, lit. Humana Artificial #18) chamada de Ciborgue 18 ou abreviadamente C-18 em Portugal, era uma mulher humana, com o nome real Lazuli, transformada em ciborgue contra sua vontade pelo Dr. Gero, junto com seu irmão gêmeo, #17. Após serem libertados, ela parte com #16 e #17 para assassinar Goku, mas são interrompidos pelos Guerreiros Z, em uma luta em que #18 mostra total vantagem contra Vegeta, mesmo transformado em SSJ, derrotando o mesmo. Trunks também cai diante dela e de seu irmão, #17, assim como todos os outros Guerreiros Z. Em meio à luta de Piccolo e do Androide Nº17, surge Cell e em meio a batalha, ele consegue absorver o #17, atingindo sua segunda forma. 18 também seria absorvida, porém Tenshinhan intervém e detém Cell tempo suficiente para sua fuga. Pouco depois, em meio a luta entre Vegeta e Cell, o Príncipe dos Saiyajins permite que o Androide absorva a Nº 18 para ter uma luta mais emocionante. Durante o Torneio de Cell, 18 é vomitada por ele, após Gohan transformado em SSJ2 lhe aplicar um golpe no estômago. No fim da batalha, Kuririn não consegue transformá-la em humana através de seu desejo, mas consegue desativar seus circuitos de autodestruição. Kuririn posteriormente procura #18 e eles acabam se casando e tendo uma filha chamada Marrom. Na Saga Boo, 18 participa do 25º Torneio de Artes Marciais onde após derrotar Mighty Mask (Trunks e Goten disfarçados), faz um acordo com o Mr. Satan e entrega a luta. Posteriormente, ela é morta pelo Super Boo junto com os outros Guerreiros Z quando ele enfrentou Gotenks no templo de Kami-Sama, sendo revivida pelo Porunga de Namekusei e assim, fornece suas energias para que Goku completasse a Genki Dama e destruísse o Kid Boo. Na linha do tempo de Trunks do Futuro, ela é uma assassina em série que depois é morta por Trunks. Em Dragon Ball GT, ela enfrenta o Super 17 e o derrota com a ajuda de Goku. Em Dragon Ball Super ela deixa de lutar, porém participa do Torneio do Poder junto de seu marido Kuririn e dos outros Guerreiros Z. Ela é dublada por Miki Itō no Japão, Eleonora Prado e Angélica Santos no Brasil e Cristina Cavalinhos e Fernanda Figueiredo em Portugal.

### Anjos
Os Anjos (天使, Tenshi) são os companheiros e os mestres dos Deuses da Destruição. Sua tarefa é também controlar o comportamento dos Deuses da Destruição e impedi-los de lutar entre si. Embora sejam muito mais fortes que os últimos, os Anjos devem permanecer sempre neutros e não podem participar ativamente das batalhas. Seja qual for a decisão que ele toma um Deus da Destruição, mesmo que seja mal ou estúpido, os Anjos não se opõem, mas permanecem imparciais. Eles só agem se a situação exigir isso. Se um Deus da Destruição morre, seu professor deixa de realizar sua tarefa como um Anjo e reaparece somente após a eleição de um novo Deus da Destruição. Os Anjos possuem poderes místicos e são capazes de falar qualquer língua presente no universo, bem como criar objetos. Todos os Anjos têm uma varinha mágica que lhes permite comunicar ou mostrar eventos ou lugares ao redor do universo. Eles podem viajar mais rápido que a luz e passar de um universo para outro com facilidade; de tempos em tempos, eles também podem "retroceder o tempo" e dessa maneira, retornar ao passado até um máximo de três minutos. Oficialmente, eles usam essa habilidade para impedir que seus Deuses da Destruição destruam coisas inadequadas, como estrelas (ao invés de planetas, mortais ou civilizações). Como os Deuses da Destruição, os Anjos são capazes de sobreviver no espaço e em outros lugares que são muito difíceis de viver e eles também não precisam dormir. Eles têm poderes muito versáteis na manipulação da vida, como mostrado quando Whis antecipa o nascimento de Bra, enquanto ele ainda estava no útero da Bulma, ou quando ele retorna de forma permanente à vida Freeza depois de Uranai Baba, o ressuscitaram temporariamente. A força dos Anjos é devida acima de tudo ao domínio perfeito que eles têm da habilidade chamada Ultra Instinto (身勝手の極意, Migatte no Goku'i'), que permite que o corpo reaja sozinho ao perigo sem que a mente restrinja sua capacidade, tanto no nível ofensivo quanto no defensivo; tanto no mangá quanto no anime Whis afirma que mesmo os Deuses da Destruição não são capazes de dominar bem essa habilidade. Atualmente, apenas Goku na série conseguiu dominar essa habilidade durante a luta com Jiren, embora com alguns limites.
Liste dos Anjos:
- Awamo, do universo 1
- Sour, do universo 2
- Campari, do universo 3
- Conic, do universo 4
- Cukatail do universo 5
- Vados, do universo 6
- Whis, do universo 7
- Korn, de universo 8
- Mojito do universo 9
- Cus, do universo 10
- Marcarita, do universo 11
- Martyne, do universo 12

### Chaos
Chaos (餃子, Chaozu) o amigo telepata e ingênuo, de pele totalmente branca, exceto por duas manchas vermelhas nas bochechas. Apesar de não ser forte fisicamente, é habilidoso com psicocinese e telepatia. Chaos é introduzido primeiramente no 22º Tenkaichi Budokai. Ele era discípulo de Tsuru junto com seu amigo Tenshinhan. Depois que percebem que os ensinamentos de Tsuru são errados, os dois o abandonam e se unem a Goku e seus companheiros para derrotar Piccolo Daimaoh. Depois de ajudar Tenshinhan e o Mestre Kame a encontrar as Esferas do Dragão, Chaos é morto por Piccolo Daimaoh ao tentar frustrar seu desejo de juventude eterna, mas é mais tarde revivido. No 23º Tenkaichi Budokai, Chaos é derrotado por seu antigo mestre Tao Pai Pai, nas eliminatórias. Chaos continua a apoiar Tenshinhan durante a série, chegando ao ponto de se sacrificar em uma batalha contra Nappa para salvá-lo. Na Saga de Freeza, Chaos vai para o Planeta de Kaioh para treinar, até ser revivido por Porunga de Namekusei. Na saga de Cell, Chaos se torna um Guerreiro Z de suporte, onde fica apenas ajudando Tenshinhan com seu treinamento e quando não está ajudando ele, está na casa do Mestre Kame. Na Saga Boo, é morto pela terceira vez, quando o Super Boo destrói a Terra, sendo revivido novamente pelo Porunga de Namekusei e fornecendo suas energias para Goku formar a Super Genki Dama que destruiu Boo. No futuro alternativo de Trunks, Chaos é morto pelos Androides 17 e 18.

### Chi-Chi
Chi-Chi (チチ), também conhecida como Kika(português europeu), é a esposa de Goku e mãe de Gohan e Goten. Ela zela pelo bem-estar de sua família, e deseja que seus filhos não sigam o estilo de vida de Goku, sempre envolvido em lutas e conflitos. Chi-Chi tenta fazer Gohan se concentrar nos estudos durante sua infância, mas seu plano é interrompido por constantes ameaças à Terra durante esse período. Ela toma atitudes diferentes com Goten, e até mesmo o treina. Filha do Gyumaoh, também é bastante forte, sendo capaz de chegar às etapas finais do torneio Tenkaichi Budokai. Ela e Goku se conhecem quando crianças, e Goku promete se casar com ela, pensando que casamento é algum tipo de comida. Ela o confronta mais tarde e o faz cumprir sua promessa, apesar do mal-entendido.

### Dende
Dende (デ ン デ) é um curandeiro Namekuseijin inicialmente encontrado na saga de Freeza, quando esse e seus comparsas Dodoria e Zarbon estavam destruindo povoados namekuseijins. Gohan e Kuririn salvaram-no, apesar de não derrotarem seus inimigos (os comparsas de Freeza). Dende apresentou o Patriarca de Namekusei aos Guerreiros Z e também apresentou o Guerreiro Nail, que foi atacado por Freeza e se fundiu com Piccolo dando a este mais poder. Dende também ajudou Gohan e Kuririn a encontrar as Esferas do Dragão de Namekusei, invocando o Deus Porunga que dava o direito de 3 desejos ilimitados. Esse pequeno namekuseijin foi morto por Freeza quando este ficou furioso por causa do pequeno curandeiro curar os Guerreiros Z durante os combates. Foi ressuscitado por Shenlong durante a luta de Freeza e o Goku. Na Saga Cell foi chamado para ser o novo Kami-Sama no lugar do anterior que se fundiu com Piccolo. Em Dragon Ball GT, abriu um portal em seu observatório para o inferno.

### Deuses da Destruição
Os Deuses da Destruição (破壊神, Hakaishin) ou Lordes da Destruição, é uma categoria de divindade introduzido pela primeira vez em Dragon Ball Z: Battle of Gods e depois em Dragon Ball Super. Como o nome sugere, seu papel é destruir os planetas no universo, mas eles não são necessariamente considerados como divindades do mal, uma vez que seu papel destrutivo pode ser considerado necessário ao equilíbrio cósmico para permitir o nascimento de novas estrelas e planetas; Além disso, eles geralmente destroem tudo o que representa um obstáculo ou ameaça ao progresso de seu universo. Essas ameaças são discutidas por eles juntamente com o Kaioshin em uma reunião que é realizada uma vez a cada mil anos, embora os deuses da destruição não tem qualquer obrigação de seguir as ordens ou conselhos do Kaioshin, e alguns deles tendem a ser bastante temperamentais e caprichosos como a que ameaças de destruir. Os Deuses de Destruição são o oposto do Kaioshin e como revelado pelo Whis, gerações de Kaioshins e Deuses da Destruição sempre existir simultaneamente, por isso, se todo o Kaioshin deixará de existir em um determinado universo, até mesmo o Deus da Destruição desse universo morreria com ele e vice-versa (existe apenas um Deus de Destruição por universo). Ao contrário dos Kaioshins, os Deuses da Destruição não podem viajar no tempo e para viagens inter-estelares e inter-universais, eles precisam de seus Anjos. A batalha entre o Deus da Destruição, que colocaria todos os seus universos em risco, é proibida. Na verdade, uma das tarefas dos Anjos é impedir que isso aconteça. Com exceção de seus Anjos, Deuses da Destruição são geralmente seres mais fortes de seus respectivos universos (embora possam ocorrer em casos muito raros em que um mortal pode superar o poder em seu próprio Deus da Destruição), ultrapassando o Kaioshin. Os mortais que demonstram uma grande força de combate são selecionados e treinados pelos Anjos para se tornarem novos Deuses da Destruição. Essas divindades possuem uma técnica particular que costumam usar para destruir planetas ou mortais; esta técnica é chamada Destruição (破壊, Hakai), Desintegração ou Apagamento. Essa técnica reduz qualquer alvo em segundos em poeira. Essa técnica também funciona em fantasmas. Uma vez iniciado, não pode ser parado até que seja concluído.
Lista de Deuses da Destruição:
- Iwen/Iwan (イ ワ ン) do universo 1
- Helles (ヘ レ ス, Heresu) do universo 2
- Mosco (モ ス コ, Mosuko) do universo 3
- Quitela (キ テ ラ, Kitera) do universo 4
- Arak (ア ラ ク, Araku) do universo 5
- Champa (シャンパ) do universo 6
- Bills (ビルス, Birusu) do universo 7
- Liquir (リ キ ュ ー ル, Rikīru) do universo 8
- Sidra (シ ド ラ, Shidora) do universo 9
- Rhumushi (ラ ム ー シ, Ramūshi) do universo 10
- Vermoud (ベ ル モ ッ ト, Berumoddo) do universo 11
- Gyn (ジーン, Jīn) do universo 12

### Kaiohs
Os Kaiōs (界王, Kaiōs) são a segunda classe dos deuses que se encontram na série. Existem cinco Kaiōs e cada um é responsável por um dos quatro quadrantes da galáxia sendo o último, o Dai Kaiō (大界王, "Grande Senhor dos Mundos"), que supervisiona todos eles. Cada um mora em um planeta que se encontra em uma parte da galáxia.
O Sr. Kaiō do Norte (北 の 界 王, Kita no Kaiō), treina Goku após seu sacrifício para derrotar Raditz, e posteriormente, também treinou Yamcha, Tenshinhan, Chaos e Piccolo. Ele é o único Kaiō a aparecer no mangá original, apesar de uma breve aparição do Kaiô do Sul, e, como tal, normalmente é simplesmente referido como Kaiō-Sama (界王様). O Sr. Kaiō treina lutadores mortos que foram autorizados a manter seus corpos, se conseguirem alcançar seu pequeno planeta no final do Caminho da Serpente (蛇の道, Hebi no Michi). Antes de treinar qualquer lutador, ele os obriga a contarem-lhe uma piada e a pegarem seu macaco de estimação, erro em {{japonês}}: Texto em japonês ou romaji necessário (ajuda). No anime, eles também devem acertar um martelo no inseto Gregory (グレゴリー). O Sr. Kaiō fornece à Goku além de seu treinamento, duas de suas técnicas, a Genki Dama (元気玉) e o Kaiō-ken (界王拳), que ele nunca foi capaz de dominar. Kaiō do Norte continua a ajudar Goku e seus amigos durante toda a série, sempre se comunicando com eles por telepatia e os auxiliando sobre os inimigos existentes no Universo como os Saiyajins e Freeza. Quando Goku traz Cell que estava para se autodestruir junto com a Terra para o mundo do Kaiō do Norte, a explosão acaba matando a todos e destrói o planeta. Apesar de ser revivido por Shenlong, Kaiō do Norte prefere continuar morto e no anime, se muda para o planeta do Dai Kaiō. Ele é dublado por Jōji Yanami na mídia japonesa até o episódio doze de Dragon Ball Super, onde Naoki Tatsuta assumiu o papel. No Brasil, foi dublado por Walter Breda até Dragon Ball Super, onde foi substituído por Carlos Silveira.
O Senhor Kaiō do Sul é o responsável pela região Sul da galáxia. É o mais alto dos Kaiōs e tem jeito calmo. É possível que seja o mais fraco dos Kaiōs por que a região Sul da galáxia não é violenta. Faz uma breve aparição no mangá.
A Senhora Kaiō do Leste é a responsável pela região Leste da galáxia. A única mulher do grupo, se irrita fácil e odeia perder. Existe apenas no anime.
O Senhor Kaiō do Oeste é o responsável pela região Oeste da galáxia. Possui uma rivalidade com o Senhor Kaiō do Norte e por isso os dois competem na maioria dos assuntos. Treinou Paikuhan que se tornou o guerreiro mais poderoso da região Oeste da galáxia. Existe apenas no anime.
O Dai Kaiô (大界王), ou Grande Senhor Kaiō, é o chefe dos outros Kaiōs. No topo e centro do mundo espiritual, existe um grande planeta onde vive Dai Kaiō. Já é velho, mas mesmo assim muito poderoso, podendo destruir as galáxias. Sua palavra é lei e todos os Kaiōs o admiram. Embora seja citado no mangá, suas aparições ocorrem apenas no anime.

### Kaioshins
Acima dos planetas dos Kaiōs, há outro planeta, o Planeta Supremo onde moram os Kaioshins (界王神, Kaiōshin, lit. "Deus Rei do Mundo") ou Supremos Senhores Kaiōs. Eles são os deuses do mais alto nível, responsáveis por fiscalizar o trabalho dos Kaiōs. Semelhante aos Kaiōs, haviam originalmente cinco; cada um responsável por governar um dos quatro quadrantes do universo e um, o Grande Kaioshin (大界王神, Dai Kaiōshin, "Grande Senhor Deus dos Mundos"), para governar todos eles. Eles evitam se meter nos assuntos dos outros, mas quando se trata de algo que pode destruir o Universo (como Majin Boo), eles interferem. Também são os responsáveis pela produção dos Brincos Potara. No Dragon Ball Super é revelado que são os Deuses da Criação (創造神, Sōzōshin) e como tal, catalisam magicamente o nascimento de novas estrelas, planetas e formas de vida. Mas como eles também têm um papel de protetores da vida existente, eles também estão entre as entidades mais fortes de seus respectivos universos. Eles trabalham em conjunto com os Deuses da Destruição, que têm um papel oposto a eles e as gerações de Kaioshins e Deuses da Destruição sempre existem simultaneamente, então se todos os Kaioshins de um dado universo deixou de existir, até mesmo o Deus da Destruição daquele universo morreria com eles e vice-versa. Sempre em Dragon Ball Super Também é descoberto que os Kaioshins têm anéis mágicos chamados Anéis do Tempo que lhes permitem viajar no tempo e que não podem ser usados por mais ninguém. Além disso, eles podem se mover instantaneamente em cada mundo do seu universo, Palácio do Zen-oh e seu mundo dos Kaioshins dos outros universos.
Lista de Kaioshins:
- Anat, do univero 1
- Pell, do universo 2
- Air, do universo 3
- Cle, do universo 4
- Ogma, do universo 5
- Fuwa, do universo 6
- Shin, do universo 7
- Ill, do universo 8
- Rô, do universo 9
- Gowasu, do universo 10
- Kai, do universo 11
- Ugg, do universo 12

#### Universo 7
A Kaioshin do Oeste ou Suprema Senhora Kaiō do Oeste fiscaliza o trabalho do Kaiō do Oeste. É uma mulher alegre e rápida que parece gostar do Kaioshin do Sul. Foi a primeira a ser morta por Majin Boo. Embora seja citada no mangá, suas aparições ocorrem somente no anime.
O Kaioshin do Norte ou Supremo Senhor Kaiō do Norte fiscaliza o trabalho do Kaiō do Norte. Parece um idoso, mas é um grande samurai. Foi o segundo a ser morto por Majin Boo. Embora seja citado no mangá, suas aparições ocorrem somente no anime.
O Kaioshin do Sul ou Supremo Senhor Kaioh do Sul fiscaliza o trabalho do Kaiō do Sul. O Kaioshin do Sul é o mais forte dos Kaioshins, tirando Dai Kaioshin. Lutou numa luta de igual para igual com Majin Boo e devido a isso, acabou sendo absorvido dando a Boo uma nova forma e mais poderes. Aparece brevemente em uma das lembranças de Kibitōshin no mangá.
O Kaioshin do Leste (東の界王神, Higashi no Kaioshin) chamado de Supremo Senhor Kaioh na dublagem brasileira, era originalmente o responsável por fiscalizar o trabalho do Kaiō do Leste. É o mais novo de todos e foi o único a sobreviver ao ataque de Majin Boo, apesar de ser o mais fraco e inexperiente. Quando Bibidi resolveu trancar Majin Boo no seu ovo por um tempo, o Kaioshin do Leste aproveitou a chance e o matou, deixando Boo preso na Terra. Muitos anos depois, ele veio para a Terra, originalmente sob o pseudônimo de "Shin" (シン), para conhecer Goku e seus amigos e tentar ajudar a evitar que o filho de Bibidi chamado Babidi, ressuscitasse Boo, mas acabou falhando. Kaioshin então, leva Gohan para seu próprio planeta onde o treina com a Espada Z (ゼットソード, Zetto sodo), mas no meio do treino, a espada se quebra e liberta o antigo Kaioshin, que usa seu poder para aumentar a força de Gohan. Kaioshin do Leste é o único a aparecer no mangá original, apesar das aparições muito curtas do Kaioshin do Sul e do Dai Kaioshin em suas lembranças. Kaioshin do Leste tem a pele roxa e um penteado moicano branco. É sempre acompanhado por seu leal tutor, Kibito. Kaioshin e Kibito mais tarde se fundem permanentemente em um ser, referido como Kibitōshin (キビト神), quando os dois removem um de seus brincos de Potara. Kaioshin mais tarde, auxilia na batalha final contra Boo teleportando Goku e os últimos sobreviventes na Terra em seu planeta e ajuda a levar Dende para o novo planeta Namekusei, para usarem suas Esferas do Dragão e assim reviverem a Terra e seu povo. Em japonês ele é dublado por Yūji Mitsuya. No Brasil, foi dublado por Francisco Brêtas e Nestor Chiesse.
O Dai Kaioshin (大界王神, lit. "Grande Deus Rei do Mundo") ou Sagrado Senhor Kaiō é o mais forte dos deuses e cuida de tudo com aparência tranquila. É um homem gordo, mas poderoso e consegue partir Majin Boo em milhões de pedaços sem gastar quase nada do seu Ki. Deixou-se absorver por Majin Boo pensando com isso ele se tornaria bom, mas não deu certo. Aparece brevemente em uma das lembranças de Kibitōshin no mangá.
Ro Kaioshin (老界王神, Ro Kaiōshin, lit. "Antigo Deus Rei do Mundo") ou Antigo Kaioshin é um velho Kaioshin que foi aprisionado na Espada Z. Depois que Gohan a quebrou, ele foi libertado. Antigamente ele era mais jovem e bonito, mas uma bruxa pegou um dos seus Brincos Potara e eles se juntaram. Ele se tornou um velho mas ganhou um enorme poder mágico. Com esse poder, ele auxilia o treinamento de Gohan liberando o seu enorme poder oculto e ainda sacrifica sua própria vida, fazendo Goku reviver pela segunda vez, para que assim ajudasse na batalha final com Boo. Por ser o mais forte e experiente Kaioshin remanescente, ele ocupa o cargo de novo Dai Kaioshin. Em Dragon Ball Super, na saga A Batalha dos Deuses o próprio Ro Kaioshin revelou pro Kibitōshin que o Bills o aprisionou na Espada Z.

### Kibito
Kibito (キビト) é um guerreiro que não se tornou um Kibitōshin perfeito, permanecendo como um Kibitōshin Inferior. É ajudante do Kaioshin do Leste e foi morto por Dabura, sendo ressuscitado pelas Esferas do Dragão. Se fundiu acidentalmente com o Kaioshin do Leste que se transformaram em Kibitōshin, mas em Dragon Ball Super, pediram a Porunga que a fusão fosse desfeita.

### Lunch
Lunch (ランチ) é uma garota que tem duas personalidades. Quando espirra, muda a personalidade de uma moça meiga e simpática com cabelos azuis que adora tarefas domésticas para uma loira mal-humorada armada com pistolas e metralhadoras e que assalta bancos por diversão. Foi encontrada por Goku e Kuririn, para ser a empregada doméstica de Mestre Kame, que pediu a eles que lhe trouxessem uma garota bonita para os aceitar como seus alunos. Lunch é apaixonada por Tenshinhan, porém na série não são mostrados maiores detalhes do relacionamento dos dois. Após o 23º Tenkaichi Budokai, ela passou a viver com Tenshinhan e Chaos e não foi mais vista na série. No final da saga Majin Boo, aparece erguendo as mãos para fornecer energia para a Super Genki Dama de Goku. Ela ainda teve uma aparição em O Retorno de Son Goku e seus amigos!, porém curiosamente ela aparece mais jovem do que na saga Majin Boo. Sua voz no Japão é feita por Mami Koyama, e no Brasil por Raquel Marinho na Gota Mágica e Márcia Regina pela Álamo.

### Mr. Satan
Mister Satan (ミスター・サタン, Misutā Satan), conhecido como Hércules em Portugal e Hercule nos EUA, é um excêntrico artista marcial que se torna um renomado herói após os jogos de Cell. Depois que Goku e companhia deixam de participar nos torneios, Mr. Satan começa a ganhá-los e se torna o campeão por diversos anos. Durante os jogos de Cell, Mr. Satan tenta enfrentá-lo, e mesmo após ser rechaçado por ele, recebe crédito pela morte de Cell pela mídia local. Em seguida, ele se torna um herói mundial, recebendo uma enorme fortuna e uma cidade com seu nome. Apesar de Goku e seus amigos o acharem arrogante e convencido, ele se torna próximo deles após o casamento de sua filha, Videl, com Gohan e por "adotar" Majin Boo. Goku fica ainda espantado ao ver que Mr. Satan consegue esquivar-se de dois golpes do Kid Boo e admite que ele é um verdadeiro campeão, pois foi ele quem levou o Vegeta para longe para que pudesse usar a Genki Dama e salvar o universo.
Em 2009, Toriyama revelou que seu nome real é Mark (マーク, Māku), um trocadilho da palavra japonesa "akuma", que se refere a um espírito demoníaco malévolo no folclore japonês. Toriyama também observou que o personagem é de uma região cultural que não usa sobrenomes. Seguindo a convenção de nomenclatura de personagens de Dragon Ball relacionados após trocadilhos com um tema comum, o nome de sua filha Videl é um anagrama da palavra inglesa "devil", que significa diabo ou demônio. Ele foi dublado por Daisuke Gōri no Japão até sua morte, com Unshou Ishizuka assumindo o papel depois. No Brasil, foi dublado por Guilherme Lopes.

### Oolong
Oolong (ウーロン, Ūron) é um porco antropomórfico e polimórfico. Sendo capaz de mudar de forma, ele usa essa habilidade para atingir seus objetivos pessoais, por diversas vezes, egoístas. Oolong foi expulso do jardim de infância de transformações por tentar roubar a calcinha da professora, e por isso não consegue manter suas transformações por mais do que cinco minutos. Ele se junta a Goku para encontrar as Esferas do Dragão e roubá-las, mas desiste do plano mais tarde. Em Dragon Ball Z, é visto frequentemente com o Mestre Kame. Na saga Majin Boo, Oolong não fala muito como nas sagas anteriores e em Dragon Ball. Em Dragon Ball GT ele só faz participações especiais e não tem nenhum diálogo. Sua voz no Japão é feita por Naoki Tatsuta, Angélica Santos no Brasil.

### Pan
Pan (パン) é neta de Son Goku. Ela descende de humanos e da raça extraterrestre chamada Saiyajin. Pan é filha do primeiro híbrido Saiyajin a aparecer na série, Gohan, com sua esposa humana, Videl. Ela aparece ainda criança nos dois últimos capítulos do mangá, mas tem um papel de maior destaque na saga Dragon Ball GT, exclusiva da adaptação em anime: depois que Goku é transformado em uma criança por Pilaf, Pan parte com ele em busca das Esferas do Dragão para devolvê-las à Terra. Pan demonstra ter personalidade muito agressiva, no início de Dragon Ball GT, ela demonstra não gostar de ter um avô menor que ela. Gosta muito do robô Gil, que sempre fala "Pan perigosa". Em Dragon Ball Super, Saga Golden Freeza, Piccolo aparece cuidando da Pan. Mais alguns episódio a seguir, ela ganha destaque, ainda bebê, mostrando que sabe voar.
É dublada por Yuko Minaguchi (no Japão), por Jussara Marques (no Brasil) e por Mariana Evangelista (no Brasil) no filme Dragon Ball Super: Super Hero.

### Pual
Pual (プーアル, Pūaru) é uma criatura azul dócil e companheiro de Yamcha, semelhante a um gato. Ele é capaz de mudar de forma e foi colega de Oolong na escola de transformações. Pual viaja com Yamcha e Goku durante Dragon Ball e passa a viver com Yamcha posteriormente. Em Dragon Ball Z, ele passa a morar com o Mestre Kame, mas ainda anda com Yamcha. Ele é dublado por Naoko Watanabe no Japão, Rita Almeida no Brasil.

### Shenlong
Shenlong (神龍, Shenron, Pinyin: Shénlóng), é o título e o nome próprio do dragão que é invocado quando as sete Esferas do Dragão da Terra são reunidas. Ele tem o poder de realizar um desejo desde que este não supere o poder de seu criador, Kami-Sama. Ele ainda possui algumas regras, como não poder realizar o mesmo desejo duas vezes. Após o desejo ser realizado, Shenlong volta para as Esferas e elas se transformam em pedra, permitindo que o dragão descanse por um ano. Quando seu criador é morto, Shenlong deixa de existir. Isso acontece quando Kami-Sama se funde com Piccolo, mas Shenlong renasce quando Dende assume o cargo de deus da Terra. Ressuscitado, Shenlong recebe um aumento de energia e agora pode realizar dois desejos. Por volta do fim do mangá, Dende aumenta novamente o poder de Shenlong para que ele possa realizar três desejos. No meio da série, é revelado que as Esferas do Dragão foram criadas pelos extraterrestres nomeados Namekuseijins e que Kami-Sama é um deles. Uma pessoa só pode ser trazida de volta à vida uma vez e somente se não tiver morrido de causas naturais. Quando Dende recria as Esferas do Dragão da Terra, ele as faz de modo que ainda pudessem desejar que várias pessoas revivessem ao mesmo tempo.

### Sumo Sacerdote
Sumo Sacerdote (大神官, Daishinkan) é um personagem de Dragon Ball Super, pai de Vados, Whis, Margarita, Martini e Kusu. Tem uma aparência similar à de Whis, com pele azul e cabelo branco. Porém, seu cabelo é mais curto e sua estatura é menor. Ele usa uma roupa azul escura com um triângulo laranja no meio e um cinto vermelho com o kanji "大" ([dai] Erro: {{japonês}}: o texto tem marcação itálica (ajuda)) no meio.
Quando Zen'oh convida Goku para visitá-lo, o Grande Sacerdote aparece na porta para recebê-los, e os leva até a sala do trono. Goku diz para Whis que ele parece forte, e Whis confirma, dizendo que o Sumo Sacerdote está entre as cinco pessoas mais poderosas de todos os universos. Goku fica animado para lutar com ele, mas Whis diz que é melhor não fazer isso, afirmando que nem mesmo ele é páreo para o Sumo Sacerdote. Enquanto Goku vai embora, o Sumo Sacerdote diz a Whis que Zen'oh realmente ganhou um amigo interessante e que gostaria de ver Goku novamente.
Suas técnicas e habilidades especiais:
- Vôo - A capacidade de voar com o uso de ki.
- Criação de portal - A capacidade de criar portais para deformar de outro reino para um domínio diferente.
- Materialização mágica - Para o jogo de exibição do Torneio do Poder, o Grande Sacerdote conseguiu produzir grandes anéis de luta construídos a partir de Kachi Katchin a partir de uma onda de mão.
- Adivinhação - Com uma bola de cristal na mão, o Grande Sacerdote pode testemunhar qualquer evento acontecendo em qualquer um dos universos.

### Videl
Videl (ビーデル, Bīderu) é a filha de Mr. Satan. Como seu pai, ela treina artes marciais, mesmo superando-o em força. Videl usa suas habilidades para combater o crime na cidade, e depois de conhecer Gohan, descobre que ele é o Grande Saiyaman. Ela usa isso para chantageá-lo e ensiná-la a voar. Depois que Boo é derrotado, os dois iniciam um relacionamento, acabando por ter uma filha chamada Pan. Quando combatem o crime juntos, Videl assume o papel de "Grande Saiyawoman". Seu nome é um anagrama da palavra "Devil" em inglês que significa "diabo", um jogo de palavras com o nome de seu pai, o Mr. Satan. Videl é dublada por Yūko Minaguchi em japonês, com exceção de Kai, onde foi substituída por Shino Kakinuma.
No Brasil, foi dublada por Melissa Garcia e em Portugal, por Fernanda Figueiredo.

### Whis
Whis (ウイス, Uisu) é um personagem de apoio que aparece no décimo quarto e no décimo quinto filmes de Dragon Ball Z, bem como em Dragon Ball Super. Um humanoide alto com características femininas, Whis é assistente de Bills e mestre de artes marciais que acompanha sempre o deus da destruição onde quer que ele vai. Ele é incomparável em seu poder e possui tremenda velocidade. No décimo quinto filme, Whis é visto treinando Goku e Vegeta para a luta contra o ressuscitado Freeza, defendendo-se sem esforço contra os dois. O autor original, Akira Toriyama, afirmou que Whis é atualmente o personagem mais poderoso no universo Dragon Ball. O nome do personagem deriva de um mal-entendido. Toriyama incorretamente acreditava que o nome de Bills era um trocadilho sobre a palavra "cerveja e assim decidiu seguir a mesma regra para nomear o assistente do personagem. Assim, ele acabou nomeando o personagem Whis, um trocadilho de "whisky" ウイスキ ー (uisukī). Whis é dublado por Masakazu Morita na mídia japonesa.
No episódio 63 de Dragon Ball Super, no futuro de Trunks, Goku questiona o fato de Whis do Futuro está vagando em algum lugar após a morte de Bills do Futuro e afirma que o assistente poderia auxiliar a eliminar Black e Zamasu por ser mais forte que o Deus da Destruição. O Supremo Senhor Kaioshin diz que depois que um Deus da Destruição morre, o seu assistente anjo permanece inativo até o surgimento de outro deus. Com a explosão da linha do tempo de Trunks do Futuro pelo Zen-Oh, Whis desaparece.[carece de fontes?]

### Zen'oh
Zen'oh (全王, Zen’ō) é o rei dos doze universos, e o deus mais importante de todos.
Após o fim do torneio entre o Sexto e o Sétimo Universo, Champa fica com raiva que seu time perdeu e planeja destruí-los, mas Zen'oh e seus ajudantes chegam no Planeta sem Nome. Champa e Bills ficam assustados por sua presença. Ele havia vindo para brigar com Bills e Champa por estarem negligenciando seus postos como Deuses da Destruição e organizarem um torneio, e diz brincando que ia colocar novos Deuses da Destruição no lugar deles. Porém, ele achou o torneio tão interessante que quer organizar outro torneio: desta vez, com participantes de todos os universos!
Um dia, Zen'oh liga para Bills, para pedir que ele leve Goku até sua presença. Beerus diz para Goku não falar nada sobre Goku Black ou sobre a máquina do tempo, ou então ele será destruído. Kaiohshin teletransporta Goku e Whis para o palácio de Zen'oh. Ao chegarem, Zen'oh explica que quer que Goku se torne seu amigo, e então para que eles brinquem. Goku pede desculpas e diz que está ocupado, dizendo que brincará com Zen'oh em outro dia, e que trará outro amigo ainda melhor. Zen'oh então dá para Goku um botão que o chamará rapidamente quando Goku quiser brincar.
Após Zamasu deixar a Terra da linha do tempo de Trunks completamente arrasada, Goku encontra o botão que Zen'oh havia lhe dado. Ao apertar, o Zen'oh da linha do tempo de Trunks aparece, e pergunta por que lhe chamaram. Goku mostra a Terra arrasada, e diz que Zamasu fez aquilo. Zen'oh se prepara para destruir o mundo, e todos fogem para a linha do tempo de Goku. Depois, Goku e Trunks voltam, e levam aquele Zen'oh para o presente, onde Goku volta para o palácio de Zen'oh e diz que aquele era o amigo que ele havia prometido. Os dois Zen'ohs ficam amigos e começam a brincar.
Segundo Bills, Zen'oh possui poder suficiente para destruir todos os doze universos num piscar de olhos. Isso é confirmado quando o Zen'oh da linha do tempo de Trunks destrói Zamasu, e junto com ele, tudo o que havia naquele mundo.
Suas técnicas e habilidades especiais:
- Vôo - A capacidade de voar com e / ou sem ki.
- Apagar - A capacidade de eliminar qualquer coisa e / ou tudo, bem como qualquer um e / ou todos da existência. Isso é efetivo mesmo contra a imortalidade, uma vez que destrói a alma / espírito além da mente e do corpo.
- Materialização mágica - A capacidade de criar qualquer coisa.

## Antagonistas

### Babidi
バビディ (Babidi) é filho de Bibidi, criador de Majin Boo. Depois que Boo é selado e seu pai morto, Babidi parte para ressuscitar Boo e dominar o universo com sua ajuda. Babidi consegue dominar a mente de diversos guerreiros e forçá-los a ajudá-lo a alcançar seu objetivo. Babidi os usa na coleta de energia para ressuscitar Boo. Após trazer Boo de volta à vida, Babidi consegue controlá-lo parcialmente através de ameaças, mas Goku consegue enganar Boo, colocando-o contra Babidi e o matando com um único soco. Babidi aparece depois no Inferno, torcendo por Goku e Vegeta em sua luta contra Kid Boo e depois em Dragon Ball GT, quando escapa do Inferno com outros vilões. Ele é dublado por Jōji Yanami no Japão, Ivo "Tatu" Roberto no Brasil. 

### Bills
O Deus da Destruição Bills (破壊神ビルス, Hakaishin Birusu) é um dos personagens do filme Dragon Ball Z: Battle of Gods (2013) e também de Dragon Ball Super (2015). Ele revela não ser o mais poderoso existente, pois existem 12 universos e ele é o destruidor do sétimo universo (universo de Goku). Bills, depois de lutar com Goku, diz que o mesmo é o seu segundo oponente mais forte, uma vez que Whis, seu ajudante e mestre, é o homem mais forte do universo. Bills veio até a Terra para lutar contra o “Deus Super Saiyajin”. Depois da luta, Bills declara que Goku e Vegeta podem se tornar seus arqui-inimigos em breve e também declarado em Dragon Ball Super que é irmão gêmeo de Champa, o deus da destruição do 6° Universo e Vados sua assistente e irmã de Whis. Uma curiosidade é que foi revelado que o Bills aprisionou Ro Kaioshin na Espada Z segundo o próprio Antigo Supremo Senhor Kaiō durante uma conversa com o Kibitōshin.
No futuro de Trunks, Bills morre por causa da morte do Supremo Senhor Kaioh. Trunks disse que Dabura matou o Supremo Senhor Kaioh de seu futuro como revelado no capítulo 15 do mangá de Dragon Ball Super. Bills e o Supremo Senhor Kaioh tem forte ligação e se um morrer, o outro também morre.[carece de fontes?]

### Dabura
ダーブラ ([Dābura] Erro: {{japonês}}: o texto tem marcação itálica (ajuda)), conhecido na história também como o demônio Rei do Mundo das Trevas, tem sua aparição na saga de Majin Boo. Há a menção de que seu ki se equivale ao do vilão Cell. Após ser controlado pela magia de Babidi e tornar-se seu braço direito, Dabura luta contra os guerreiros Z.
Depois de perceber que os guerreiros Z e os kaioshin haviam seguido Spopovich e Ian até a nave de Babidi, Dabura oblitera Kibito e, com seu poder de transformar seres em pedra com sua saliva, petrifica Piccolo e Kuririn, que ficam como estátuas até a morte do demônio. Dentro da nave de Babidi, luta contra Gohan, mas, interrompe a luta por perceber que Vegeta possuia muita maldade no coração, o que possibilitaria que Babidi o controlasse também. Dabura acaba assassinado, depois de ser transformado em chocolate e comido por Majin Boo. Ao chegar a Enma Daioh, mesmo sendo um demônio, é enviado ao paraíso e aparece em cenas atuando de maneira doce e gentil, diferentemente de sua aparição na terra.

### Dodoria
Um dos soldados de alta patente a serviço de Freeza, no mangá Dragon Ball e anime Dragon Ball Z, fazendo uma rápida aparição em Dragon Ball GT. Sempre junto a Zarbon, os dois atuavam como guarda-costas pessoais de Freeza. Em Namekusei, assassinou vários Namekuseijins, quando encontrou Kuririn e Gohan que salvaram Dende. Dodoria tentou persegui-los, mas foi facilmente morto por Vegeta.

### Dr. Gero
Dr. Gero (ドクター·ゲロ, Dokutā Gero), também conhecido como Dr. Maki, foi um cientista considerado um gênio, fazendo parte da Red Ribbon (sigla RR), organização militar que era tida como a mais forte do planeta, e seus generais e sua cúpula tinham como objetivo conquistar o mundo, porém seus planos foram frustrados por um pequeno garoto que possuía uma cauda de macaco chamado Goku. Com a obsessão de se vingar, o Dr. Gero trabalhou duro para construir incríveis lutadores e assim criou os Androides 16, 17, 18 e 19, além da criatura chamada Cell, com o objetivo de acabar com Goku e os Guerreiros Z. Além desses, também existem o Sargento Metálico e o Androide 8 surgidos em Dragon Ball, além dos Androides 13, 14 e 15, que surgiram no sétimo filme de Dragon Ball Z conhecido como "O Retorno dos Androides". Três anos após a derrota de Freeza, ele finalmente terminou seu trabalho, mas estava quase morrendo, então resolveu transformar a si mesmo num Androide para ter vida eterna. Ele programou o Androide #19 (人造人間19, [号Jinzōningen Jū Kyū Gō , lit. " Humano Artificial #19"] Erro: {{japonês}}: texto da transliteração contém caractere não latino (pos 1) (ajuda)), um robô gordo, pálido e a criação mais fiel de Gero, para que fizesse o seu transplante de cérebro e assim concluísse sua transformação. E assim, se transformou no Androide #20 (人造人間20号, Jinzōningen Ni Jū Gō , lit. "Humano Artificial #20"). Os Androides 19 e 20 são capazes de absorver a energia dos outros usando pequenos dispositivos em suas mãos. Os dois acabam atacando Goku e seus amigos. 19 drena com sucesso a energia de Goku que estava afetado por seu vírus cardíaco, mas é destruído por Vegeta depois. Dr. Gero é derrotado por Piccolo e tem seu braço direito decepado e então, foge para seu laboratório para despertar os Androides 17 e 18, como seu último recurso. Entretanto, ele acaba sendo destruído pelo Andróide 17, que o odiava, por tê-lo reconstruído sem sua autorização. Em Dragon Ball GT, Dr. Gero aparece mais uma vez no inferno, planejando retornar à Terra junto com o Dr. Myu criando outro Androide 17. Eles conseguem, mas Dr. Myu trai Gero e o recém-formado Super 17 o mata mais uma vez. Dr. Gero foi dublado por Kōji Yada no Japão. No Brasil, foi dublado por Aldo César, em Dragon Ball Z, por Luiz Carlos de Moraes em Dragon Ball GT e por José Carlos Guerra em Dragon Ball Kai.

### Exército Red Ribbon
Exército Red Ribbon ou Força Red Ribbon (レッドリボン軍, Lit. Exército da Fita Vermelha) é uma organização paramilitar que visa dominar o mundo. Inicialmente uma organização tecnológica que mais tarde foi superada pela Corporação Cápsula e voltou seu foco para armas militares. O Exército Red Ribbon é conhecido em todo o mundo, com Bulma afirmando que era tão poderoso, que tinha influência até mesmo sobre as Forças Armadas da Terra. O objetivo da Red Ribbon era obter as Esferas do Dragão para alcançar seu objetivo final, se valendo de qualquer ação necessária para tal, como destruição de cidades e assim, desejar a dominação do mundo. O líder do exército é o Comandante Red, um homem de baixa estatura, que na verdade, planejava utilizar as Esferas do Dragão apenas para se tornar mais alto, mesmo que seu exército precisasse ser sacrificado para isso. O segundo em comando é o Conselheiro Black.
Os muitos operários do exército servem de obstáculos para Goku durante sua segunda busca pelas Esferas do Dragão. O primeiro contato de Goku com o exército é quando ele derrota facilmente o Coronel Silver, que acaba condenado à morte por ter perdido para um menino. Embora inicialmente acreditassem que fosse apenas um golpe de sorte, logo percebem a ameaça de Goku quando ele derrota as forças do General White no seu reduto do norte conhecido como Muscle Tower. Nas forças sob o comando do General White estão o Androide Sargento Metálico, o Sargento Ninja Púrpura e o monstro Buyon. O Androide Número 8, é um dos primeiros Androides extintos do exército que é bondoso e não gosta de lutar, fazendo amizade com Goku e mais tarde vive pacificamente com os moradores de Jingle Village, sendo visto no final da série dando energia para Goku completar a Genki Dama para destruir Majin Boo.
O General Blue, um oficial de alta patente neste exército, é o próximo a ir atrás de Goku. Ele tem habilidades especiais de telecinesia, que lhe permitem paralisar outros indivíduos e também usada para controlar objetos. Blue consegue roubar o Radar do Dragão durante seu encontro final com Goku, mas depois, volta para a sede do exército onde recebe a sentença de morte por não obter nenhuma das Esferas do Dragão após vários fracassos. Ele tem a permissão para lutar contra o recém-contratado Tao Pai Pai para redimir-se, mas é facilmente morto pelo adversário que usa apenas sua língua. Os outros membros incluem o Coronel Yellow, um tigre antropomórfico quem Goku derrota ao chegar à terra de Karin e a Coronel Violeta, a mulher conhecida apenas como Operatória do exército.
Quando o Conselheiro Black descobre sobre os planos do Comandante, ele assassina Red e assume o controle do Exército Red Ribbon, renomeando-o para Exército Black Ribbon (apenas no anime). Todo o exército acaba sendo derrotado quando Son Goku infiltra-se no quartel-general da Red Ribbon e posteriormente, mata o Conselheiro Black. Anos mais tarde, após a derrota do Exército Reb Ribbon, descobre-se que o Dr. Gero, cientista que anteriormente trabalhava para eles, ainda estava vivo e construído vários Androides com o propósito de se vingar de Goku.

### Forças Especiais Ginyu
As Forças Especiais Ginyu (ギニュー特戦隊, Ginyū Tokusentai) são um grupo de mercenários contratados por Freeza para matar Vegeta, Kuririn e Gohan e recuperar as Esferas do Dragão em Namekusei. Apesar de estarem entre os guerreiros mais fortes do universo, os membros dessa equipe adoram fazer poses de batalha antes de uma luta, apostam doces entre si e tomam suas decisões jogando pedra, papel e tesoura. Eles são liderados pelo Capitão Ginyu (ギニュー隊長, Ginyū Taichō) e os membros restantes são Yuz (ジース, Jīsu), Boter (バータ, Bāta), Rikum (リクーム, Rikūmu) e Gurdo (グルド, Gurudo).
Gurdo é um alienígena baixo, verde e com quatro olhos. Ele é fraco fisicamente mas possui poderes mentais que o permitem parar o tempo enquanto ele prende seu fôlego. Gurdo ainda consegue paralisar seus oponentes e levitar objetos. Ele enfrenta Kuririn e Gohan e quase os mata ao paralisá-los, mas é decapitado por Vegeta.
Rikum é um humanoide alto e musculoso que gosta de dar nomes simples aos seus golpes, como Chute Rikum e Raio Destruidor Rikum. Fisicamente, Recoome é o segundo mais forte do grupo, perdendo para o Capitão Ginyu, e também é muito resistente. Após a morte de Gurdo, Recoome vence Vegeta, Kuririn e Gohan sem nenhum esforço, mas é deixado inconsciente por Goku. Impossibilitado de se mover, ele é morto por um ataque de Vegeta.
Boter é uma criatura azul, careca e o membro mais alto das Forças Especiais Ginyu. Sua enorme velocidade, que supera até mesmo a de Ginyu, lhe dá o título de Furacão Azul. Ele geralmente trabalha ao lado de Yuz por que ambos gostam de brincar com o oponente e juntos eles possuem uma técnica chamada Ataque dos Cometas. Quando Rikum é derrotado por Goku, Boter e Jeese o enfrentam e Boter é derrotado facilmente. Goku resolve deixá-lo vivo, mas Vegeta o mata com um golpe no pescoço.
Yuz é um humanóide vermelho de cabelo branco e o segundo no comando da equipe. Ele tem o título de Magma Vermelho por conseguir criar bolas de fogo. Geralmente trabalha ao lado de Boter. Os dois enfrentam Goku mas Boter é derrotado. Yuz foge para perto de Ginyu e assiste o capitão lutar sozinho contra Goku, Kuririn e Gohan. Vegeta aproveita a situação para atacar e matar Yuz.
Ginyu é um alienígena roxo e o líder das Forças Especiais Ginyu. Ele é o mais poderoso e inteligente do grupo mas também se preocupa com a segurança de seus companheiros. Ele tem a capacidade de trocar de corpo com qualquer ser vivo e procura o corpo perfeito. Ginyu deixa os membros restantes enfrentarem os inimigos e leva as Esferas do Dragão até Freeza. Quando Yuz aparece e conta sobre a morte dos outros três, Ginyu batalha contra Goku e troca de corpo com ele mas não conseguiu controlar o corpo do adversário e Vegeta o derrotou. Prestes a ser morto, Ginyu tenta trocar de corpo com Vegeta mas Goku o impede e recupera seu corpo. Ginyu tenta novamente e por fim termina no corpo de uma rã. Em Dragon Ball Super ele troca de corpo com Tagoma, que treinou com Freeza durante 4 meses, assim podendo vencer facilmente Piccolo, Tenshinhan, Kame e Kuririn; mas o mesmo teve problemas com Gohan que se transformou em Super Sayajin e o derrotou sem o matar. Ginyu foi derrotado e executado facilmente por Vegeta, que por fim eliminou todos os membros das Forças Especiais Ginyu.
No anime, as Forças Especiais Ginyu aparecem no planeta de Kaiō-sama (sem Ginyu) após serem mortos e batalham contra Tenshinhan, Yamcha e Chaos, que os derrotam facilmente e os lançam no Inferno. Tenshinhan derrota Yuz e Boter, Yamcha derrota Rikum e Chaos derrota Gurdo. Enquanto isso, em Namekusei, Ginyu troca de corpo com Bulma, mas depois, volta para o estágio de rã. Na Saga de Cell, as Forças Ginyu aparecem no Inferno e são derrotados facilmente por Goku. Na Saga de Boo, os 4 membros (menos Ginyu) aparecem no inferno assistindo a luta de Goku e Kid Boo. Eles retornam em Dragon Ball GT, como alguns dos inimigos que escaparam do inferno.

### Frost
Frost (フロスト, Furosuto) é o governante de um império baseado no Universo 6 e vem da mesma raça de seres que o Freeza do Universo 7, é chamado para participar do Torneio dos Universos 6 e 7 e no Torneio do Poder. Ao contrário de Freeza, ele é aparentemente percebido de forma positiva pela maioria de seus habitantes no Universo 6. A caracterização de Frost difere entre as adaptações do mangá e anime de Dragon Ball Super, sendo um malevolente não diferente de Freeza no anime, enquanto no outro entregue a versão mangá do personagem é simplesmente amoral e anti-desportivo. No anime, Frost enfrenta Goku, Piccolo e Vegeta em rodadas sucessivas no torneio e derrota Goku e Piccolo trapaceando e usando seu veneno secreto; Goku tem permissão para retornar ao torneio depois que isso for revelado e Frost for derrotado por Vegeta. Ele acaba sendo exposto como um manipulador desonesto que finge se benevolente como falso, e é de fato um pirata espacial e um corretor de planeta que lucra discretamente com as atividades de belicismo em seu universo. No mangá, não há menção de Frost estar envolvido em atividades criminosas, nem qualquer indicação de que ele seja mau, e ele parece ter uma personalidade genuinamente agradável. Ele é indiferente às acusações de ser um lutador sujo por usar seus ferrões venenosos, já que o torneio não oferece prêmios em dinheiro e as batalhas são inúteis de acordo com sua perspectiva.

### Nappa
Nappa (ナッパ) é um dos quatro Saiyajins restantes que sobreviveram à destruição do Planeta Vegeta. Um guerreiro de elite Saiyajin, ele é o tutor de Vegeta e sempre o acompanha em suas viagens pelo Universo. Um ano após a morte de Raditz, Nappa e Vegeta chegam à Terra em busca das Esferas do Dragão. Para tal embate, os Guerreiros Z se prepararam com treinamentos variados. Goku, que tinha se sacrificado para derrotar Raditz, é ressuscitado com as Esferas do Dragão e está a caminho do local da batalha, voltando pelo Caminho da Serpente. Enquanto isso, os Guerreiros Z passam por apuros ao enfrentarem Nappa, que é muito forte. Yamcha é morto por um Saibaman, após um descuido dele mesmo, e os próximos são: Tenshinhan, após perder seu braço esquerdo e usar todo o seu poder em um último esforço; Chaos, que também morre, após seu ataque suicida que revela-se inútil; e Piccolo, que sacrifica sua vida para proteger o pequeno Gohan de um ataque mortal de Nappa. Com a morte de Piccolo, Kami-Sama também morre e as Esferas do Dragão desaparecem.[carece de fontes?] Quando tudo convergia para a vitória dos Saiyajins, eis que Goku finalmente chega e a luta toma um novo rumo. Todos viam Nappa como um adversário invencível - os Guerreiros Z chegaram a pensar que nem Goku seria capaz de derrotá-lo - porém, Nappa é vencido de forma humilhante. Vegeta, então, mata seu tutor sem piedade, ao ver seu péssimo desempenho na luta, principalmente porque Goku é considerado um guerreiro de classe baixa. Nappa, tem uma breve aparição na saga "Super 17" de Dragon Ball GT, quando escapa do Inferno, mas é novamente morto por Vegeta.

### Piccolo Daimaoh
Piccolo Daimaoh (ピッコロ大魔王, Pikkoro Daimaō, lit. Piccolo, o Grande Rei do Mal), aparece pela primeira vez sendo considerado um demônio, mas mais tarde é revelado que ele é a parte maligna de Kami-Sama. Em Dragon Ball Z, é revelado que ambos pertencem a raça Namekuseijin.[carece de fontes?]
Depois de formado, Piccolo Daimaoh se designa como o Grande Rei Demônio e começa a aterrorizar o mundo. Ele é preso por Mutaito, o mestre de Kame e Tsuru, em um recipiente pelo golpe suicida conhecido como Mafuba (魔封波, Mafū-ba). Muitos anos depois, foi libertado por Pilaf e tentou conquistar o mundo mais uma vez. Primeiramente, passa a procurar as Esferas do Dragão para que assim conseguisse a juventude eterna. Durante a busca pelas esferas, assassina Kuririn, Chaos e o Mestre Kame. Tendo seu pedido finalmente realizado, Piccolo Daimaoh destrói as Esferas do Dragão e mata Shenlong, impedindo assim, que ninguém as usasse por um tempo. A seguir, passa a aterrorizar o mundo, se proclamando o novo Rei da Terra.
Antes de Piccolo Jr., Piccolo Daimaoh criou vários descendentes para ajudá-lo com seus planos. Sua primeira criação mostrada foi Piano (ピアノ), que o ajuda a formular seu plano até que é morto quando Goku atira Piccolo Daimaoh sobre ele. Ele também cria Tambourine (タンバリン, Tanbarin) para matar os lutadores do Tenkaichi Budokai, com medo que algum deles conhecesse a técnica do Mafuba. Tambourine mata Kuririn e derrota um Goku enfraquecido, que depois de se fortalecer, o vaporiza com uma Kamehameha em uma revanche. O terceiro é Cymbal (シ ン バ ル, Shinbaru), criado para encontrar as Esferas do Dragão e morto e comido por Yajirobe.[carece de fontes?] O quarto é Drum (ドラム, Doramu), criado para derrotar Tenshinhan e facilmente morto por Goku, que o vence com apenas um golpe.
Inicialmente, Piccolo Daimaoh derrota Goku facilmente, ainda com o corpo de um Namekuseijin idoso. Mas, após Goku beber a água sagrada do Mestre Karin, sua força aumenta enormemente e ele finalmente salva a Terra derrotando o jovem Piccolo Daimaoh, após uma grande batalha. Antes de sua morte, ele cospe um ovo que contêm o seu filho-reencarnação. Piccolo tem seu nome baseado em um instrumento de mesmo nome. Na língua fictícia dos namekuseijins, a palavra piccolo significa outro mundo, porém na dublagem em português brasileiro de Dragon Ball Z diz que Piccolo significa rei. Todas as suas crias também têm nomes de instrumentos musicais: piano, cymbal (címbalo), tambourine (tamborim) e drum (tambor).
Piccolo Daimao também aparece como o principal antagonista do filme live-action americano Dragon Ball Evolution, onde é interpretado por James Marsters. Piccolo Daimaoh foi dublado por Takeshi Aono no Japão e por Luiz Antônio Lobue no Brasil. 

### Pilaf
Pilaf (ピラフ, Pirafu) é um homem baixo e desfigurado que sonha em dominar o mundo. Apesar de se dizer imperador, possui apenas uma coroa e um castelo. Junto com seus dois servos, Mai (マイ), uma mulher que usa um casaco de trincheira e Shu (シュウ, Shū), um cão humanoide que veste um equipamento ninja, ele procura as Esferas do Dragão para desejar a dominação do mundo. Após obtê-las, é frustrado por Goku e por seus companheiros após o desejo de Oolong ser concedido imediatamente antes que Pilaf pudesse completar o seu. Posteriormente, a gangue aparece várias vezes durante a Saga, tentando obter as Esferas do Dragão e acaba libertando Piccolo Daimaoh.[carece de fontes?] Em Dragon Ball GT, ele obtém as Esferas do Dragão de estrelas negras e acidentalmente transforma Goku em criança através de um pedido. Pilaf também reaparece em "A Batalha Dos Deuses", onde está como criança, juntamente com Mai e Shu, onde novamente tentam roubar as Esferas do Dragão, novamente sem êxito. Mais tarde, em Dragon Ball Super, Mai, novamente adulta, é revelada como a líder das forças de resistência na Terra contra o Goku Black e uma aliada do Trunks do Futuro, aparentemente, tendo se transformado em uma personagem reformada. Ela é aparentemente morta por Goku Black, mas mais tarde é revelado que ela está viva. Foi revelado de como a gangue Pilaf ficou criança. No futuro de Trunks, Goku, que morreu de uma doença do coração, vê os Guerreiros Z lutando contra os Androides 17 e 18 e Bulma junto com Trunks bebê aparecem no campo de batalha para levar Gohan para encontrar as 7 esferas do dragão. No caminho, Bulma e Gohan veem o céu escuro indicando que alguém reuniu as sete esferas do dragão, sinal de que Shenlong havia sido invocado. Em seguida, aparecem Pilaf e seus capangas, mais velhos e acabados. Eles pedem ao Shenlong que os tornem mais jovens e seu desejo é atendido; assim, eles viram bebês e, em vez de as esferas desaparecerem, elas viram pedra e caem duras no chão, posto que Piccolo havia sido assassinado pelos Androides, de modo que Kami Sama também havia morrido. Ao chegar ao local, Gohan fica desesperado pela morte de seu mestre e é mostrado uma troca de olhares entre Trunks e Mai. Na linha do tempo principal, a gangue Pilaf fez esse mesmo pedido na mesma época, no mesmo dia e na mesma hora porém com fatos bem diferentes do que aconteceu no futuro de Trunks. Shu foi originalmente chamado de "Soba" (ソバ) quando apareceu pela primeira vez no mangá, no entanto, quando a série estava sendo adaptada em anime, a equipe perguntou á Toriyama qual era o seu nome e ele respondeu como Shu, esquecendo-se que ele já tinha nomeado ele.
No momento em que percebeu o erro, o anime já havia sido lançado, então ele decidiu usar o nome Shu no mangá também, quando o personagem reapareceu. Pilaf é dublado por Shigeru Chiba no Japão e Élcio Sodré no Brasil. Shu é dublado por Tesshō Genda no Japão e Fadu Costa no Brasil. Mai é dublada por Eiko Hisamura no Japão e Letícia Quinto no Brasil e representada pela atriz Eriko Tamura no filme Dragon Ball Evolution.

### Pui Pui
Tem sua aparição no episódio "O Perverso Mago Babidi", na saga Majin Boo. Um dos Capangas de Babidi junto com Dabura, seu braço direito. Pui Pui lembra a Terceira forma de Freeza, usa uma roupa preta, com uma armadura branca cobrindo a maior parte de sue peito. Em sua Primeira aparição Yamu e Spopovich retornam de coletar energia, Babidi afirma que não precisam mais deles para a coleta pois estava muito perto para Majin Boo sair daquele ovo e já foi introduzido energia suficiente, Babidi mata Spopovich usando sua habilidades telepáticas explodindo ele, literalmente, de dentro para fora, logo em seguida seu companheiro Yamu tenta fugir mas Pui Pui o mata seguido às ordens de seu Mestre Babidi. Pui Pui aparece em Dragon Ball GT no episódio 42 quando ele sae do inferno com vários outros vilões de Dragon Ball.

### Raditz
Raditz (ラディッツ, Radittsu) é um guerreiro Saiyajin e o irmão mais velho de Goku. Junto com Goku, Vegeta, Nappa e Broly, Raditz é um dos cinco Saiyajins restantes que sobreviveram a destruição de seu planeta natal, Vegeta. Ele chega à Terra, procurando seu irmão há muito tempo perdido para recrutá-lo na conquista de outros planetas. Mas quando Goku se recusa, Raditz sequestra seu sobrinho Gohan e ordena à Goku, para matar 100 terráqueos dentro de um dia, se ele quiser seu filho de volta. Em vez disso, Goku se alia à Piccolo para derrotá-lo, embora nem mesmo seus poderes combinados foram suficientes. No entanto, Goku se sacrifica e assim permite à Piccolo vencer Raditz com sua técnica Makankosappo. Antes de morrer, Raditz fica sabendo por Piccolo que Goku seria revivido pelas Dragon Balls e tal informação é enviada para Vegeta e Nappa, acreditando assim, que seus companheiros Saiyajins viriam à Terra e usariam as Dragon Balls para revivê-lo. No entanto, Vegeta e Nappa viajam para a Terra em busca das Esferas do Dragão para seus próprios propósitos. Raditz foi dublado por Shigeru Chiba na versão em japonês. No Brasil, foi dublado por Wellington Lima.

### Tao Pai Pai
Tao Pai Pai (桃白白•タオパイパ) conhecido por muitos anos como o maior assassino do mundo é o irmão mais novo do Mestre Tsuru, o rival do Mestre Kame. Ele usa um gi cor-de-rosa feito sob encomenda com o kanji para "matar" 殺 (satsu) na frente e a frase inglesa "KILL YOU!" (matar você) nas costas. Antes de se tornar um assassino, Tao Pai Pai era um aluno do Mestre Mutaito e seguia os passos de seu irmão mais velho Tsuru. Quando Tao Pai Pai conheceu o Mestre Kame pela primeira vez, ele acabou ficando com inveja por achar que Kame é mais forte do que ele e decidiu se tornar assassino só para se vingar de Mestre Kame. Tao Pai Pai é pela primeira vez na série sendo contratado pelo Exército da Red Ribbon para assassinar Goku e recuperar as Esferas do Dragão que ele possui. Demonstrando seu grande poder, ele mata o General Blue usando apenas sua língua e em seguida, derrota Goku facilmente. Depois de ter sucesso na primeira batalha, o assassino acaba tendo de voltar depois de esquecer uma das Esferas do Dragão e enfrenta Goku novamente, com seu poder aumentado após o treinamento com o Mestre Karin. Durante a batalha, Tao Pai Pai acaba se explodindo com sua própria granada e é descrito como gravemente ferido. Goku, por sua vez, utiliza as Esferas do Dragão para ressuscitar Bora, um índio que era seu amigo e que havia sido assassinado por Tao Pai Pai. Posteriormente, o irmão mais velho de Tao Pai Pai, o Mestre Tsuru, entra então, com seus discípulos (Tenshinhan e Chaos) no 22º Tenkaichi Budokai, quando descobre a suposta morte do assassino, tentando vingar-se a todo custo de Goku. Mais tarde é revelado que Tao Pai Pai sobreviveu a explosão e se tornou um cyborgue usando todo o dinheiro que tinha ganhado de seus trabalhos de assassinatos anteriores para a cirurgia de robotização feita pelo Pilaf. Ele entra no 23º Tenkaichi Budokai buscando vingança contra Goku, mas é facilmente derrotado por seu ex-aluno, Tenshinhan. No anime, ele ainda aparece em episódios fillers de Dragon Ball Z, durante a Saga de Cell.
Em japonês, ele é dublado por Chikao Ōtsuka em Dragon Ball e Yukimasa Kishino em Dragon Ball Z. No Brasil, foi dublado por Wellington Lima. Tao Pai Pai ainda serviu de inspiração para o personagem Uonuma Usui do mangá Rurouni Kenshin de Nobuhiro Watsuki. Watsuki afirmou que, como o primeiro vilão a derrotar Goku, Tao Pai Pai deixou "uma forte impressão" sobre ele.

### Zarbon
Zarbon (ザーボン, Zābon) é um soldado de classe alta de Freeza, de raça desconhecida. Era o braço esquerdo de Freeza.
Em Namekusei, Zarbon e Dodoria estavam à procura das Esferas do Dragão para Freeza conseguir a vida eterna. Quando Dodoria é morto por Vegeta, Zarbon logo se encontra com o Saiyajin, desperta sua verdadeira forma e o humilha, deixando-o quase morto. Em seguida, Zarbon vai cantar vitória para Freeza, mas este diz que talvez Vegeta tivesse escondido alguma Esfera do Dragão e se não encontrasse o Saiyajin vivo, ele mesmo seria o próximo morto. Zarbon, então, parte em busca de Vegeta e o leva para a câmara de recuperação, mas desta vez, mesmo transformado, é morto facilmente por Vegeta. Zarbon e Dodoria têm ainda uma aparição muito rápida na série Dragon Ball GT, quando o Inferno e a Terra se conectam, abrindo um portal de livre passagem para os mortos.

### Zamasu
Zamasu é um Kaioh aprendiz de Kaiohshin do Universo 10, aprendiz de Gowasu. Ele vai no futuro, com seu anel do tempo, trocar de corpos com Goku, tornando-se o Goku Black.

## Outros personagens

### Androide 16
O Androide #16 (人造人間16号, Jinzōningen Jū Roku Gō, robô#16), conhecido como Ciborgue 16 em Portugal, é um Androide completamente mecânico construído pelo Dr. Gero. Ele é considerado uma falha de produção por ser muito educado e apreciador das belezas do mundo e é desativado até a Androide 18 reativá-lo e libertá-lo. Enquanto os outros Androides acabam desobedecendo e matando o Dr. Gero, Nº16 continua a seguir suas diretrizes para localizar e matar Goku. Apesar disso, ele se abstém da batalha contra qualquer Guerreiro Z, mostrando apenas interesse em matar Goku. Diferentemente dos outros dois, Nº16 possui um mecanismo sofisticado que lhe permite identificar poderes de luta em tempo real. Era o mais forte dos Androides e o único com o mesmo poder de Cell em sua primeira forma, porém ao tentar proteger Nº17 e Nº18 dos ataques do vilão, acaba danificado, mas Bulma o conserta com a ajuda de seu pai. Após o reparo, ele ignora sua missão inicial e volta suas atenções contra Cell, com quem luta e acaba destruído, levando Gohan a se transformar em Super Saiyajin 2. Sua voz é feita por Hikaru Midorikawa no Japão, por Luiz Laffey no Brasil em Dragon Ball Z e Márcio Marconatto em Dragon Ball Kai,e por Vítor Rocha em Portugal.

### Basil
Basil é um lobo lutador do Universo 9, é pequeno dos 3 irmãos, que faz parte do Trio Perigoso e é vermelho, sua característica são os chutes.

### Bérgamo
Bérgamo é um lobo lutador do Universo 9 é o mais velho dos 3 irmãos, que juntos formam o Trio Perigoso, é de cor azulada e sua característica é absorver os ataques e se tornar maior e mais forte.

### Botamo
Botamo é um grande urso, tem a capacidade de resistir a golpes devido ao seu corpo, o design é um pouco inspirado por Winnie the Pooh, é chamado para participar do Torneio dos Universos 6 e 7 e do Torneio do Poder.

### Bra
Bra (ブラ, Bura) é a filha de Vegeta e Bulma e irmã de Trunks. Seus genes vêm de Terráqueos com Saiyajins, tornando-a uma das duas mulheres Saiyajins na série do mangá original. Bra não parece ter nenhum interesse em lutar, ao contrário de Pan. Ela aparece como uma criança nos últimos dois capítulos do mangá e faz algumas aparições em Dragon Ball GT. Na mídia japonesa, ela é dublada por Hiromi Tsuru.

### Caulifla
Caulifla (カリフラ, Karifura) é muita orgulhosa, uma atitude semelhante para as mulheres Saiyajin, é capaz de se transformar em Super Saiyajin 2, é recrutado por Cabba para participar no Torneio do Poder.

### Champa
Champa (シャンパ, Shanpa) Ele é o irmão gêmeo de Bills, executa as mesmas funções, mas no Universo 6, fisicamente ele é um pouco baixo em forma, um pouco gordo. Sua primeira aparição foi em Dragon Ball Super no torneio dos Universos 6 e 7.

### Dispo
Dispo é um lutador do Universo 11, para o Torneio do Poder, sua aparência é muito semelhante a Bills, mas um pouco mais musculada, sem rabo e com dentes de coelho, é um dos membros mais poderosos da Tropa do Orgulho.

### Dr. Briefs
Dr. Briefs (ブリーフ 博士, Burīfu-hakase) às vezes descrito como Dr. Brief, é o pai de Bulma e avô de Trunks e Bra. Ele é um cientista idoso, brilhante e excêntrico e um dos homens mais inteligentes e ricos do mundo. Dr. Briefs é o fundador e presidente da Corporação Cápsula (カプセルコーポレーション, Kapuseru Kōporēshon), a maior empresa na Terra e o homem responsável pela invenção das Cápsulas Hoi-Poi (ホイポイカプセル, Hoi Poi Kapuseru), que permitem encolher objetos inanimados até a cápsula de tamanho de bolso do mesmo nome. Ele foi responsável por modificar a nave espacial Namekuseijin que Bulma, Kuririn e Gohan usaram em sua jornada para o Planeta Namekusei, em busca das Esferas do Dragão. Briefs também recriou a nave espacial de Goku para que ele viajasse para Namekusei, ao mesmo tempo, em que lhe permitia treinar em 100x da gravidade da Terra. Após seu retorno à Terra e em preparação para a batalha com os Androides, Vegeta o obriga a criar uma nave para que lhe permitisse treinar sob 300x da gravidade da Terra. Briefs é mais tarde visto na reparação do danificado Androide 16 para sua preparação para os Jogos de Cell, ao lado de sua filha. O cientista passa a maior parte do seu tempo em sua grande casa em West City (西 の 都, Nishi no Miyako), onde mora com sua esposa e filha, juntamente com seus numerosos animais de estimação. Seu animal de estimação favorito é um gato preto pequeno, chamado Tama (タ マ). Dr. Briefs é dublado por Joji Yanami em japonês.

### Gine
Gine (ギネ) é uma mulher Saiyajin, esposa de Bardock e mãe de Raditz e Goku.

### Gowasu
Gowasu (ゴワス) é o Kaioshin do Universo 10, mestre de Zamasu e guardião dos anéis do tempo do décimo universo. Fisicamente ele é muito velho, tem a pele amarela, cabelos brancos e usa dois brincos Potara verdes. Ele é muito gentil e sábio, ele não tolera aqueles que abusam de sua autoridade sobre os mais fracos e acredita no grande valor do papel de Kaioshin, a saber, proteger a vida, especialmente os humanos. Gowasu é salvo por Beerus que elimina seu aluno Zamasu fato Gowasu desconhecia os planos malignos de seu pupilo, que antes iria matá-lo e todos os outros Kaioshin e depois destruir todos os humanos. Nas duas linhas cronológicas alternativas que apareceram na série, no entanto, Gowasu foi permanentemente morto em ambas as ocasiões por seu aluno. Após seu resgate por Beerus, Gowasu vai junto com o Shin no tempo alternativo de Trunks com um anel do tempo para tentar resgatar Goku Black, mas sem sucesso. Zen'oh do Futuro destruir a incorporação de Zamasu e todo o multiverso de Trunks, Gowasu volta em seu tempo com o anel do tempo e finalmente, promete Bills de escolher os seus novos alunos com mais sabedoria no futuro. Na ocasião do Torneio do Poder, não escolhendo os guerreiros para o Torneio, ele deixa a tarefa para Rumoosh. Durante o torneio a equipe do Universo 10 é derrotadada. O nome Gowasu, junto com o Zamasu, deriva do verbo arcaico japonês para "ser". No Japão é dublado por Tetsuo Gotō.

### Gyumaoh
Gyumaoh (牛魔王, Gyūmaō), também conhecido como Rei Cutelo(português brasileiro) ou Guardião da Montanha(português europeu), é pai de Chi-Chi, e rei da Montanha Frypan.

### Hit
Hit é conhecido como o maior assassino do Universo 6, tem a capacidade de parar o tempo 0,1 segundo, graças à luta com Goku consegue melhorar sua técnica para 0,3 e em seguida, alcançar outra melhoria de 0,5 segundos, além disso, ele pode "parar" a hora é de voltar ao local onde estava há 0,5 segundos atrás o que cria muitas dificuldades para quem tentar alcançá-lo.

### Jaco
Jaco é um patrulheiro galáctico, com a missão de vigiar o planeta terra.

### Kami-Sama
Kami-Sama (神様, lit. "Deus"), é um guardião residente sobre a Terra durante grande parte da série e criador das Esferas do Dragão da Terra. Originalmente ele e Piccolo Daimaoh eram um único ser (revelado mais tarde sendo um Namekuseijin), mas para se tornar o deus da terra, teve que expulsar todo o mal dentro dele. A metade maligna se tornou Piccolo Daimaoh e passou a aterrorizar a Terra até ser selada pelo mestre de Kame, Mutaito. Por eles serem um único ser, se Kami ou Piccolo Daimaoh morrem, então o outro também e as Dragon Balls deixam de existir. Após Piccolo Daimaoh ser derrotado e morto por Goku, ele gera uma reencarnação muito mais forte, o Piccolo Jr., que assume as mesmas características de seu pai. Kami decide tentar selar o novo Piccolo usando o Mafuba, a mesma técnica que Mutaito usou para salvar a Terra e assim, entra no 23º Tenkaichi Budōkai, possuindo o corpo de um humano chamado Shen (シェン) como um disfarce. Mas, Piccolo aprende a reverter a técnica e prende Kami em uma jarra, engolindo-a em seguida, mais tarde sendo libertado por Goku. Durante a luta contra os Saiyajins, Kami-Sama morre quando Piccolo é morto por Nappa. Com as Esferas do Dragão de Namekusei, ambos voltam à vida. Durante a luta com os Androides, Kami-Sama concorda em se fundir novamente com Piccolo, com este último estando no controle, de modo que aumentasse o seu poder. Kami-Sama foi dublado por Takeshi Aono em japonês, que o faria até o arco de Freeza em Dragon Ball Kai. Depois que Aono sofreu um acidente vascular cerebral, Bin Shimada dublou o personagem em sua aparição final durante a saga Cell. No Brasil, foi dublado por Fábio Tomasini.

### Kale
Kale (ケ ー ル, Kēru) é a segunda saiyajin do Universo 6 e tem poderes e transformação semelhantes a de Broly.

### Kaseraru
Kaseraru é um lutador do Universo 11, para o Torneio do Poder, tem uma aparência humana e é semelhante a um general, tem uma boina vermelha e também faz parte da Tropa do Orgulho.

### Kyabe
Kyabe (キ ャ ベ) ou Cabba, é um lutador saiyajin do Universo 6. Ele aparece pela primeira vez no torneio entre os Universos 6 e 7.

### Lavenda
Lavenda é um lobo lutador do Universo 9, é faz parte dos 3 irmãos Trio Perigoso e é amarelo, sua característica é envenenar com um gás que gera.

### Magetta
Magetta pertence à uma raça robótica, é capaz de aquecer seu corpo a altas temperaturas e atirar lava.

### Maron
É uma personagem filler do anime Dragon Ball Z, mostrada como a namorada do Kuririn, vista na saga filler Garlic Jr. No primeiro episódio da saga dos andróides, os dois estão prestes a se casar mas Kuririn fala que não esta pronto pra ser esposo, então os dois terminam o namoro e ela sai com um grupo de admiradores, não sendo mais vista no anime. É bastante semelhante a Bulma por causa da cor do cabelo, penteado e corpo escultural, no Brasíl foi dublada por Letícia Quinto

### Marron
É a filha de Kuririn e da número #18 e foi introduzida na saga de Majin Boo. Em toda as suas aparições ela nunca mostra habilidades e técnicas de lutas, já que nunca foi treinada por seus pais.

### Mestre Karin
Karin (カリン), é um gato que vive no topo da Torre de Karin (カカン塔, lit. Karin-tō) abaixo da Plataforma Celeste de Kami-Sama. No passado, treinou o Mestre Kame por três anos e deu-lhe a Nuvem Voadora (筋斗雲, Kinto'un) e o Bastão Mágico (如意棒), ambos os quais, foram mais tarde repassados para Goku. Karin treina Goku depois de sua derrota por Tao Pai Pai e, posteriormente, lhe entrega a água envenenada dos Deuses tornando-o forte o suficiente para derrotar Piccolo Daimaoh. Karin também é o encarregado de considerar as pessoas dignas para encontrarem "Deus" (Kami-Sama), sendo Goku, o primeiro ser humano que ele considerou digno. Durante a série, ele ainda continua a ajudar Goku e seus amigos, cultivando as Sementes dos Deuses (仙豆, Senzu Beans), que podem curar todas as lesões e doenças instantaneamente. Com o passar da série, ele acaba sendo acompanhado por Yajirobe, que passa a morar em sua torre. O Mestre Karin foi criado baseado em um gato de estimação que Toriyama tinha na época.

### Monaka
Monaka é o quinto membro da equipe do Bills no Torneio dos Universos 6 e 7.

### Oob
Oob (ウーブ, Ūbu) ou Uub é a reencarnação humana do Majin Boo maligno. Depois que Boo foi destruído, Goku pediu para que ele fosse reencarnado como uma boa pessoa. Goku finalmente percebe o poder oculto de Oob e o procura dez anos depois, quando o menino participa do torneio para ganhar dinheiro para sua aldeia. Goku acaba por decidir treiná-lo para ser o novo guardião da Terra e um oponente que ele poderia lutar futuramente. Em Dragon Ball GT, o Mr. Boo funde-se com o corpo de Oob, alterando ligeiramente sua aparência, transformando-o em "Majoob".

### Porunga
Porunga (ポルンガ) é o dragão invocado quando as Esferas do Dragão de Namekusei, que são as originais, são reunidas. Ele é muito maior que o Shenlong da Terra e apresenta várias feições dos Namekuseijins. Diferentemente do Shenlong da Terra, Porunga pode realizar o mesmo desejo inúmeras vezes, mas, há uma grande desvantagem que é ele não poder ressuscitar mais de uma pessoa ao mesmo tempo, até que essa habilidade lhe é concedida pelo novo Patriarca de Namekusei. Porunga consegue realizar três desejos desde que eles não superem o poder de seu criador e as Esferas do Dragão se transformam em pedra por um ano após terem sido utilizadas, mas um ano em Namekusei corresponde à 130 dias terrestres.

### Rei Galáctico
Rei Galáctico é o Rei do Império Galáctico, encarregado de enviar patrulheiros como Jaco.

### Son Gohan (avô adotivo de Goku)
Son Gohan (孫悟飯じいさん, Son Gohan jiisan) é o avô adotivo de Goku, que encontrou em uma nave espacial. Ele ensina as artes marciais que aprendeu com o Mestre Kame para Goku. Gohan aprendeu com Mestre Kame o Kamehameha, sua técnica mais poderosa. Ele é morto por Goku durante sua transformação em Oozaru em uma noite de lua cheia, mas Goku demora vários anos para descobrir o que aconteceu. Gohan volta a viver por um dia com a ajuda de Uranai para treinar Goku e antecipar seu crescimento, e reaparece como assistente de Annin, a guardiã do fogo. Sua voz é feita por Osamu Saka na série japonesa original e ele é representado por Randall Duk Kim no filme Dragon Ball Evolution.

### Sr. Popo
O Sr. Popo (ミスター·ポポ, Misutā Popo) é o zelador de Kami-Sama e depois de Dende, após este último tomar o lugar de guardião da Terra. Quando aparece pela primeira vez, facilmente derrota Goku em uma luta. Ele, então auxilia Kami-Sama em seu treinamento com Goku durante três anos, em preparação para sua batalha contra Piccolo no 23º Tenka'ichi Budokai. Cinco anos depois, Popo auxilia no treinamento de Kuririn, Yamcha, Tenshinhan, Chaos e Yajirobe durante sua batalha contra os Saiyajins. Popo é dublado por Toku Nishio na série original e por Yasuhiko Kawazu em Kai.
A aparência do Sr. Popo tem sido considerada um estereótipo racista e ofensiva relacionadas com Sambo ou blackface por alguns, como Carole Boston Weatherford em um artigo, que ela escreveu no The Christian Science Monitor, em Maio de 2000. Ao discutir a controvérsia, IGN sugeriu que é fácil ver por que, ao descrever o personagem como "o negro de pele, com lábios vermelhos, vestindo um turbante e sendo servo de Kami.", mas, observou que no Japão não existem "os tipos racistas como o mundo ocidental tem." O museu Jim Crow da Universidade Estadual de Ferris listou o Sr. Popo como um exemplo de racismo em material moderno. Os lançamentos norte-americanos do mangá pela Viz Media censuram os lábios do Sr. Popo sombreando-os completamente. Na exibição dos episódios de Dragon Ball Kai nos EUA na CW4kids/Toonzai, a pele do Sr. Popo foi mudada de preta para azul.

### Toppo
Toppo é um dos lutadores do Universo 11, para o Torneio do Poder, é o líder da Tropa do Orgulho, os guerreiros da justiça, com braços grandes e um bigode e pele cor de mostarda.

### Vovó Uranai
Vovó Uranai (占いババ, Uranai Baba) é uma velha vidente com mais de 500 anos de idade, e irmã mais velha do Mestre Kame. Ela possui uma bola de cristal que a permite ver o futuro ou qualquer lugar do planeta no presente. A bola de cristal flutua e ela pode usá-la para levitar. Ela é capaz de trazer uma pessoa que morreu no passado para passar um dia na Terra com os vivos. Ela prevê o futuro, mas cobra muito caro para isso, contudo, se a pessoa for capaz de derrotar os guerreiros que ela trouxer do outro mundo, ela verá o futuro para ela. Quando Goku morreu pela segunda vez, ele foi lutar no torneio de artes marciais na Terra com ajuda da Vovó Uranai.

### Vados
Vados (ヴァドス, Vadosu) é a mestre de Champa e a irmã mais velha de Whis. Ela diz que é mais poderosa que o irmão porque o treinou. Em Dragon Ball Super, ela está encarregada de criar a arena para o torneio opondo o universo 6 ao universo 7. Ela pertence ao universo 6.

### Zumo
Zuno é um personagem misterioso, sua aparência é a de um ser com uma cabeça muito grande, parece um sumo, sempre virá em uma espécie de pote voando e tem a capacidade de saber todas as respostas, vivendo em um planeta do espaço exterior, acompanhada 3 funcionários com uma aparência semelhante à sua, que são responsáveis por gerenciar compromissos, para falar com ele. Uma vez que você se mostre a ele, você tem que mostrar seu respeito com um beijo na bochecha, que decidirá o mesmo número de perguntas que podem ser formuladas.

## Personagens exclusivos do anime
Os seguintes personagens são apresentados em arcos originais das séries em anime da franquia Dragon Ball, mas não foram introduzidos no mangá original.

### Rei Vegeta
O rei de todos os Saiyajins e pai de Vegeta. Historicamente guiou seu povo na luta contra os Tsufurujins. Vitoriosos renomearam o planeta em sua homenagem. Posterior a isso, seu mundo passou a integrar o Comércio de Planetas de Freeza - isto é, os Saiyajins passaram a obedecer Freeza. Rei Vegeta finge lhe ser fiel, e ainda que tivesse que demonstrar submissão na sua presença e continuava a mandar com mão de ferro seu povo. Foi morto por Freeza, após uma rebelião mal sucedida, o que resultou na destruição do Planeta Vegeta.

### Paikuhan
Um lutador do Outro Mundo que aparece no Torneio do Outro Mundo. Paikuhan é introduzido nos episódios filler de Dragon Ball Z e depois aparece no filme Dragon Ball Z: Uma Nova Fusão: Gogeta.

### Filmes
Esses personagens só aparecem em filmes do anime, que não seguem a continuidade da franquia Dragon Ball.

#### Garlic Jr.
Garlic Jr. (ガーリック・ジュニア, Gārikku Junia) é o antagonista principal do filme Dragon Ball Z: Return My Gohan!! e um dos poucos personagens de filmes que apareceu na série de TV. Seu pai foi aprisionado por Kami no mundo da escuridão, nutrindo em Garlic Jr. um desejo de vingança. No filme, ele obtém as sete Esferas do Dragão e as usa para conseguir a imortalidade. Garlic Jr. é derrotado por Gohan, que o empurra para a Zona da Morte, uma dimensão alternativa.
Na série de TV, ele se liberta usando sua fonte de poder, a Estrela Makyo. Após tentar controlar a população com a Neblina Áqua, ele é mais uma vez aprisionado na Zona da Morte após a destruição da Estrela Makyo.

#### Coola
Coola (クウラ, Kuura, também conhecido pelo seu nome em inglês, Cooler) é um personagem exclusivo do anime que aparece no quinto e no sexto filme de Dragon Ball Z. Ele é irmão de Freeza e, no primeiro filme, veio à Terra para se vingar de Goku e os outro Saiyajins sobreviventes, no entanto foi derrotado. No filme seguinte, os Guerreiros Z descobrem que Coola sobreviveu. Ele volta, e dessa vez diferente, com uma armadura metálica; agora ele é conhecido como Meta Koola (メタルクウラ, Meta Kuura) e pode criar réplicas de si mesmo.
Ele ainda aparece brevemente em Dragon Ball GT como um dos vilões que escaparam do inferno em sua forma final, e também no OVA O Plano para Erradicar os Saiyajins e em diversos jogos da série. Ele é dublado por Ryūsei Nakao, na versão original, e por Carlos Campanile, na versão brasileira.
Janemba
O antagonista principal do filme Dragon Ball Z: Uma Nova Fusão: Gogeta, e também aparece em várias outras mídias. Ele é um demônio de pura maldade e grande poder.

### Dragon Ball GT
Personagens que só aparecem em Dragon Ball GT.

#### Baby
Baby (ベ ビ ー, Bebī) é um personagem que existe apenas em anime e aparece pela primeira vez no episódio 22 de Dragon Ball GT. Ele é um parasita alienígena criado pela combinação do DNA do rei dos Tsufurujins (ツフル人) com um corpo cibernético. Baby deseja destruir todos os Saiyajins para vingar seu povo, que teve seu planeta natal roubado por eles. Baby é reativado primeiramente de um estado do sono por seu criador, Doutor Myu (ド ク タ ー · ミ ュ ー, Dokutā Myū). Ele tenta lutar contra Goku, Trunks e Pan, mas é facilmente derrotado. Para aumentar seu poder, Baby infecta várias pessoas com seu DNA e começa a reunir energia a partir delas.
Após uma segunda derrota nas mãos dos três Saiyajins, Baby infecta Trunks e então, chega à terra. Lá, ele luta contra Goten e Gohan e infecta os dois, chegando por fim em Vegeta e tornando-o seu principal anfitrião. Goku, Trunks e Pan retornam à Terra para encontrar toda a população, agora sob o controle de Baby. Ele é capaz de derrotar Goku e usa as Esferas do Dragão negras para restaurar o planeta Plant e transportar toda a população da Terra para ele. Durante este tempo, Baby evolui para uma forma ainda mais poderosa e derrota Goku novamente. Isso faz com que Goku se transforme em um grande Oozaru dourado e depois em um Super Saiyajin 4. Nesta nova forma, Goku é capaz de derrotar "Baby Vegeta". Ele também tem Bulma sob seu controle e com a ajuda dela também se transformar em um grande
Oozaru dourado. Depois de uma longa batalha, Baby se separa de Vegeta e tenta escapar em uma nave espacial, jurando voltar para destruir os Saiyajins. Goku explode a nave espacial com um Kamehameha aumentado em 10 vezes, enviando-o ao sol. A nave explode e Baby é destruído. Baby é dobrado/dublado por Yusuke Numata no Japão,João Loy em Portugal e Sérgio Rufino no Brasil.

#### Dragões Malignos
Os Dragões Malignos são um grupo de seres maléficos nascidos da energia negativa originada pelo excesso de uso das Esferas do Dragão. Esses dragões aparecem somente em DBGT. Cada um deles possui uma Esferas do Dragão na testa. São conhecidos como Li Shenlong (Dragão de 1 estrela), Ryan Shenlong (Dragão de 2 estrelas), San Shenlong (Dragão de 3 estrelas), Suu Shenlong (Dragão de 4 estrelas), Uu Shenlong (Dragão de 5 estrelas), Ryuu Shenlong (Dragão de 6 estrelas) e Chii Shenlong (Dragão de 7 estrelas).

##### Ryan Shenlong
Ryuu Shenlong (六星龍, Ryuu Shinron; lit. Dragão de Seis Estrelas) é o Dragão da esfera de 2 estrelas. Ele é o Dragão da poluição e surgiu com o pedido de ressuscitar Bora, depois de ser assassinado pelo ninja Tao Pai Pai. A princípio, Pan enfrenta o Dragão e fica contente por ser seu primeiro e maior inimigo. O Dragão reage e então Goku entra na luta. Nos primeiros ataques, ele nada consegue fazer. Durante a luta, Goku e Pan descobrem que Ryan perde suas forças quando entra em contato com água limpa. Os dois então jogam o 2 Estrelas em um lago, fazendo ficar sem poderes. Ryan então é destruído por um Duplo Kamehameha.

##### Uh Shenlong
Logo depois de derrotar Ryan Shenlong, Goku e Pan partem para a cidade mais próxima. Chegando lá, a garota encontra uma máquina de suco, mas fica furiosa por não estar funcionando. Pan se assusta quando vê que dentro da máquina surge uma gosma com faíscas. Essa gosma procura objetos elétricos e absorve sua energia. Então, um senhor aparece e explica para Pan que todos foram embora, pois a cidade estava sem eletricidade. Nesse momento, aparece o novo inimigo. Uh Shenlong, o Dragão da eletricidade, o 5 Estrelas. A energia negativa que se acumulou na esfera de cinco estrelas vêm da época em que chamaram Shenlong para ressuscitar Goku na luta contra Nappa e Vegeta. No começo da luta, Uh demonstra ser muito arrogante ao menosprezar seu irmão Ryan e se diz o mais forte. Goku sofre com as rajadas de eletricidade do terrível Dragão, e acaba se tornando Super Saiyajin 4. Repentinamente, começa a chover e o 5 Estrelas começa a perder suas forças. Caído e sem forças, tenta enganar Pan oferecendo a esferas e tentando matá-la, mas Goku o destrói com um Kamehameha.

##### Ryuu Shenlong
Após conquistar duas esferas, Goku e Pan param num vilarejo de pesca. Com fome, encontram um pescador e um garoto que contam que todos os homens da vila tornaram-se alcoólatras. O garoto explica que desde o surgimento de “Odo Hime-Sama”, nenhum pescador sai além de sua casa para pegar os peixes que aparecem no chão. Gil sente que a esfera está próxima. Aparece então o misterioso Odo Hime-Sama, uma bela mulher de pele azul se aproxima e com um movimento, joga os peixes para os ares. Pan nota que ela tem uma esfera do Dragão na testa. A misteriósa mulher era Ryuu Shenlong, Dragão do Vento. Guardião da esfera de seis estrelas, conta que a energia negativa veio quando Oolong evocou Shenlong para ter uma calcinha de Bulma. A jovem moça então, se transforma num terrível monstro com a esfera em seu queixo. Ryuu usa seus terríveis ataques de vento contra os dois guerreiros, mas tem seu ponto fraco revelado, a cabeça. Goku e Pan soltam um Duplo Kamehameha e vencem o inimigo.

##### Chi Shenlong
Voando pelas nuvens Gil dá o sinal de que uma esfera está próxima. Ao examinar o local indicado pelo pequeno robô, Goku e Pan não encontram nada, até que um monstro salta de dentro da terra. O monstro carrega consigo a esfera de 7 Estrelas na cabeça. Trata-se de Chi Shenlong, o Dragão da Terra, que no momento só está interessado apenas em criar terremotos. Depois de muitas provocações, Goku e Pan conseguem chamar sua atenção. Dessa forma Chi Shenlong diz que a carga negativa que está acumulada na esfera é por causa do pedido de Bulma, que invocou o Shenlong para ressuscitar as pessoas que Vegeta matou enquanto estava dominado pelo terrível Babidi. Embora seja forte, Chi Shenlong é muito burro, e acertou a si mesmo com uma rajada de energia e liberando então a esfera de 7 estrelas. Mas tudo não passou de um armadilha para Chi absorver Pan. Ele se adquire uma nova forma e batalha contra Goku como Super Saiyajin 4. Contudo, todos os golpes que Chi levassem, também afetariam Pan, fazendo Goku não querer atacá-lo e perder a luta. Chi, menospresando-o, deixa o inimigo ver Pan novamente, e com isso, Goku a salva, mostrando a verdadeira forma do 7 Estrelas. Indefeso, Chi tenta fugir, mas Goku o mata com um simples Kamehameha.

##### Su Shenlong
Andando por uma cidade abandonada, Goku e Pan encontram Su Shenlong, o guardião de esfera de 4 estrelas e Dragão do Fogo. A energia desse Dragão vem do desejo feito quando Piccolo Daimaoh pediu para recuperar sua juventude. Pan, sem o menor aviso, parte para atacar Su, mas o Dragão a derrota com um único golpe. Porém, ele a deixa de lado. Ele demonstra sua honra, não atacando a jovem e diz que quer lutar mesmo com Goku. Goku enfrenta o 4 Estrelas em sua forma normal mas tem dificuldades até mesmo de chegar perto do inimigo devido ao forte calor de seu corpo. Ele se transforma em Super Saiyajin 4 e ataca Su com golpes devastadores. Devido a isso, o corpo do 4 Estrelas começa a rachar, mostrando seu verdadeiro corpo dourado. Os dois então resolvem usar seu poder máximo. Numa situação aonde Goku o pega pelas costas, ele deixa o Dragão sair, retribuindo seu ato de honra que fez com Pan. A luta então recomeça, mas é logo interrompida quando Goku tem sua mão congelada por San Shenlong, o irmão gêmeo de Su. Após Goku derrotar o outro Dragão, ele e Su voltam a luta. Porém, um raio atravessa Su, matando-o. Era Li Shenlong. Muito tempo depois, Goku ressuscita Su, dando energias a Esfera de 4 Estrelas. Su tenta matar Omega, mas tem seu corpo roubado e assim morre novamente.

##### San Shenlong
San Shenlong é o dragão da esfera de 3 estrelas, e tem o poder do gelo. É o irmão mais velho de Su, porém, o poder de San é um muito maior. A energia desse dragão vem do desejo que Goku e sua turma fizeram quando apagaram das memórias de todos os habitantes da Terra (com exceção de Goku e todos seus amigos) dos ataques que foram feitos pelo Majin Boo Gordo seis meses após Goku destruir a forma original de Boo, Kid Boo. Traiçoeiro, San Shenlong pegou a bolsa com as esferas que eles tinham conseguido recuperar, e entrega para Su Shenlong. Antes do combate congela Pan, e aproveita que Goku estava fraco por causa da luta contra Su, e o ataca. Contudo, seu irmão interrompe a luta. Os Dragões do Gelo e do Fogo começam a lutar entre si, até Su descongelar Goku. Enfurecido, San congela toda a cidade. Goku volta e derrota Su, mas ele engana seu oponente e o deixa cego. Mesmo cego, Goku sente o KI de San e perfura sua barriga com um soco, e depois o destrói com o Punho do Dragão.

##### Li Shenlong
Li é o Dragão de Uma Estrela, o mais poderoso dos 7, e é um dos vilões mais poderosos de toda a série Dragon Ball, embora muitos fãs não considerem a série GT como uma obra canônica. Li surgiu a partir da energia negativa causada pelo único desejo que Shenlong tinha dúvidas se conseguira realizar que foi de ressuscitar todos aqueles que Freeza e seus homens mataram em Namekusei antes que o planeta explodisse e de toda energia negativa restante que estava acumulada nas esferas dos demais desejos restantes feitos. Esse dragão não usa nenhum elemento nos seus ataques, atacando com a energia negativa pura de todos os desejos feitos com as Esferas do Dragão, sendo muito mais forte. Ele é o líder de todos os dragões malignos e pode absorver as outras esferas por engolindo-as, mudando para Super Li Shenlong (Omega Shenlong). Nesta forma ele consegue usar todas as habilidades dos outros dragões, como os ataques de fogo de Su Shenlong e os raios congelantes de seu irmão gêmeo, além de ultrapassar o poder de Goku SSJ4. Ele tem poder para destruir galáxias inteiras com um ataque poderoso semelhante a Genki Dama que consiste em juntar a energia negativa de todos os dragões em uma bola de energia gigantesca e condensar essa bola para um tamanho menor para formar um impacto imenso ao ser lançada. O único guerreiro Z mais forte que essa criatura é Gogeta, a fusão de Goku e Vegeta, quando ambos estão transformados em Super Saiyajin 4. Porém a fusão dura menos de 10 minutos e a personalidade brincalhona do novo guerreiro impede a destruição do dragão. Li Shenlong é um inimigo inteligente e não permite que Goku e Vegeta façam a fusão novamente. Ele foi destruído por uma Genki Dama universal, formada pela energia de todos os seres do universo. Ele foi o inimigo mais poderoso que Goku enfrentou e tinha tanto poder após absorver todas as esferas e deixando quase 10 vezes mais forte do que antes que no início, Goku pensou em se explodir junto a ele, numa tentativa de desespero para derrotar o terrível dragão.